# Jefferson (North Carolina)
Jefferson is een plaats (town) in de Amerikaanse staat North Carolina, en valt bestuurlijk gezien onder Ashe County.

## Demografie
Bij de volkstelling in 2000 werd het aantal inwoners vastgesteld op 1422.
In 2006 is het aantal inwoners door het United States Census Bureau geschat op 1370, een daling van 52 (-3,7%).

## Geografie
Volgens het United States Census Bureau beslaat de plaats een oppervlakte van
5,0 km², geheel bestaande uit land. Jefferson ligt op ongeveer 890 m boven zeeniveau.

## Plaatsen in de nabije omgeving
De onderstaande figuur toont nabijgelegen plaatsen in een straal van 32 km rond Jefferson.